# Legiunea străină
Legiunea străină (în franceză Légion étrangère) este o unitate a Armatei Franceze, care a fost întemeiată pe data de 10 martie 1831 printr-un decret dat de Ludovic-Filip al Franței. A fost creată pentru voluntarii străini care, după Revoluția franceză din iulie 1830, nu mai aveau voie să se înscrie în armata franceză. Voluntarii străini sunt conduși de ofițeri francezi, iar astăzi sunt acceptați și cetățeni ai Republicii Franceze, care în prezent formează 24% din numărul total de recruți. Legiunea are la ora actuală (2009) în jur de 7.700 de soldați iar sediul este la Aubagne.
Românii care au activat în Legiunea Franceză - au fondat o asociație cu acest nume sau Asociația RALF.

## Legionari celebri

### Ofițeri
- Alexandre Walewski, fiul ilegitim al lui Napoleon I
- Prințul Aage al Danemarcei
- Prințul moștenitor Bảo Long al Vietnamului
- François Achille Bazaine - mareșal francez
- Prințul Louis Napoléon
- François Certain Canrobert - mareșal francez
- Jean-Marie Le Pen, politician francez
- Louis al II-lea, prințul Monacoului
- Patrice MacMahon, duce de Magenta, mareșal francez
- Zinovy Peshkov, fiul lui Maxim Gorki
- Petru I al Serbiei
- Jacques Leroy de Saint Arnaud, mareșal francez
- Jean Danjou, căpitan celebru al Legiunii străine

### Recruți
- Paul Anastasiu, pictor oficial al armatei franceze și sculptor franco-român, a servit în Legiunea străină din 1991 până 2006
- Shapour Bakhtiar, prim-ministru iranian
- Giuseppe Bottai, ministru italian
- Max Deutsch, compozitor austriac
- Jean Genet, scriitor francez
- Ante Gotovina, general de armată croat, suspectat de crime de război
- Hans Hartung, pictor germano-francez
- Ernst Jünger, scriitor german
- Arthur Koestler, scriitor
- Cole Porter, compozitor american de jazz
- William A. Wellman, regizor de film american
- Jinovi Peșkov, fiul lui Maxim Gorki
- Francois Faber, celebru ciclist, câștigător al „Marii Bucle”
- Édouard Daladier, președinte al Franței
- Sisowath Monireth, prințul moștenitor al Cambogiei.[3]